# Historia grupy Pink Floyd
Uzasadnienie:  Ta sama treść, nieency 

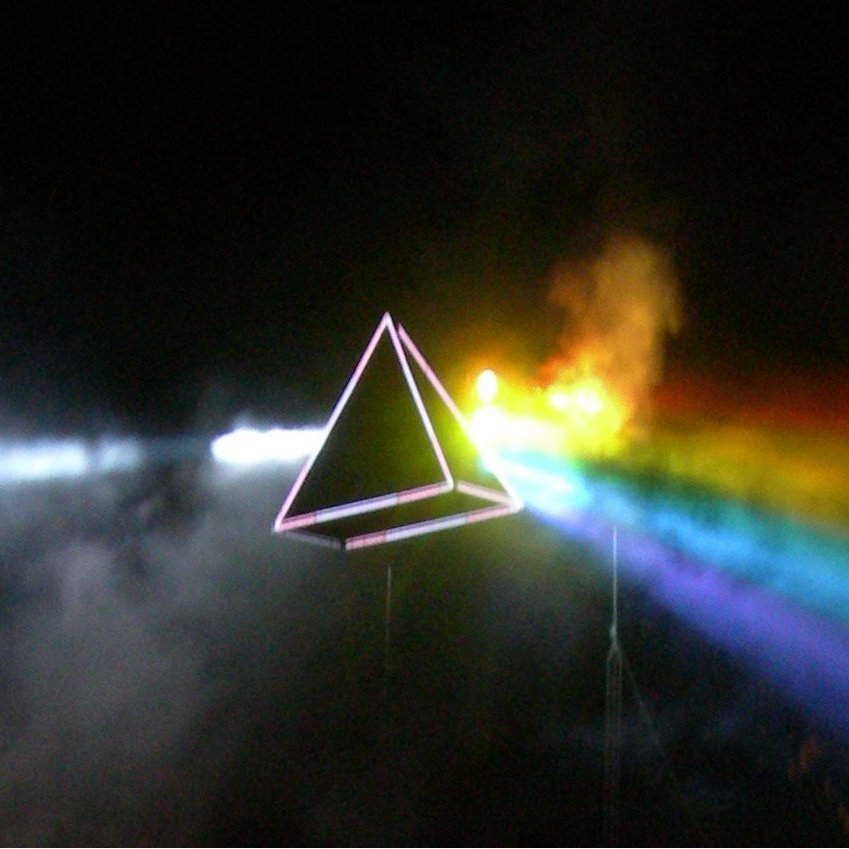
Koncert Rogera Watersa, fragment scenografii przypominający oryginalną okładkę albumu Dark Side of the Moon

Pink Floyd – jeden z najpopularniejszych brytyjskich zespołów rockowych (odmiana psychodeliczno-progresywna), tworzący od 1965 r. Grupa zdobyła międzynarodową sławę i stworzyła najbardziej charakterystyczne dla siebie utwory w składzie: Roger Waters (bas, śpiew), David Gilmour (gitara, śpiew), Richard Wright (instrumenty klawiszowe, śpiew), Nick Mason (perkusja).
Początkowo zespół tworzył w stylu muzyki rhythm'n'blues, potem ewoluował w kierunku rocka psychodelicznego i rocka progresywnego wiele eksperymentując, wykorzystując nowe brzmienia i formy muzyczne. Tworzył m.in. opery rockowe i albumy koncepcyjne. Grupa prezentowała oryginalny, łatwo rozpoznawalny styl muzyczny. Rozpadła się na początku lat 80. XX wieku, po kilku latach reaktywowała swoją działalność w zmienionym składzie.

## Początki
Grupa powstała wiosną 1965 w Londynie, początkowo pod nazwą Sigma-6. Tworzyli ją studenci wydziału architektury London Polytechnical School: Roger Waters (gitara, śpiew), Richard Wright (gitara, śpiew), Nick Mason (perkusja), Clive Metcalf (gitara basowa), Keith Noble (śpiew) i Juliette Gale (śpiew). Początkowo zespół pozostawał pod silnym wpływem popularnej wówczas muzyki rhythm'n'blues, jednakże już wtedy nie stronił od muzycznych eksperymentów, takich jak wplatanie w utwory fragmentów muzyki poważnej.
Formacja bardzo często zmieniała nazwę (T-Set, Tea Set, The Screaming Abdabs, The Architectual Abdabs) oraz skład. Z zespołu odeszły obie wokalistki i basista, pojawił się za to Bob Klose (gitara). Pojawienie się nowego, profesjonalnego gitarzysty wymusiło przesunięcia w trzonie zespołu. Rick Wright zasiadł za instrumentami klawiszowymi nie zważając, iż gry nauczył się na dwutygodniowym kursie dla początkujących. Roger Waters przesiadł się na gitarę basową. Wraz z Klosem na krótko do grupy dołącza wokalista Chris Dennis. W tamtym czasie zespół, tak jak wiele innych, pozostawał w „muzycznym podziemiu”, grywając koncerty dla małej publiczności w londyńskich klubach. Artyści nie mieli większych ambicji, ani warsztatu muzycznego (z wyjątkiem Klose'a).
Grupa zapewne podzieliłaby los setek innych powstających w tym czasie w całej Anglii, gdyby nie dołączył do niej początkujący malarz, gitarzysta i wizjoner Syd Barrett. Grał dobrze na gitarze, miał oryginalne pomysły muzyczne, był inspirującym poetą. Szybko jednak w zespole doszło do pierwszego konfliktu. Barrett i Klose byli muzykami bardzo ambitnymi, o różnych poglądach na przyszłość muzyczną grupy. Po odejściu Klose'a i Dennisa ustalił się pierwszy stały skład: Syd Barrett (gitara, śpiew), Roger Waters (bas, gitara, śpiew), Rick Wright (instrumenty klawiszowe, śpiew), Nick Mason (perkusja). Wtedy też ustaliła się ostatecznie nazwa grupy. Z dwóch płyt długogrających, wyciągniętych na „chybił trafił” z kolekcji Barretta, wybrano imiona dwóch klasycznych bluesmanów – Pinka Andersona i Floyda Councila. W ten sposób zrodziła się nazwa The Pink Floyd Sound, która na prośbę menadżerów grupy, Petera Jennera i Andrew Kinga, została skrócona do Pink Floyd.
Kwartet zaczął koncertować w londyńskich klubach, zdobywając coraz większą sławę. Szczególnie upodobał sobie występy na cotygodniowych imprezach Spontaneous Underground w klubie Marquee oraz w klubie UFO, goszczącym często gwiazdy ówczesnej alternatywy. Jednym z opiekunów klubu był Paul McCartney. Atrakcją grupy był Barrett ze swoimi popisami techniki gitarowej, łatwo rozpoznawalnym głosem, ciekawymi tekstami oraz ogólna, psychodeliczna atmosfera koncertów. Pink Floyd byli jedną z pierwszych grup rockowych, które zaczęły do swoich występów wprowadzać elementy multimedialne. Pozostali muzycy swe braki techniczne rekompensowali innowacyjnością w wykorzystaniu instrumentów oraz awangardowymi pomysłami: kreatywne wykorzystanie sprzężenia zwrotnego, wprowadzenie elektronicznych efektów dźwiękowych do muzyki, zaskakujące aranżacje. W 1966 r. Pink Floyd dokonał swoich pierwszych nagrań w londyńskim studiu The Thompson Private Recording Studio, rejestrując własne i cudze kompozycje Lucy Leave, I’m A King Bee, I Get Stoned i Let’s Roll Another One, które jednak nigdy nie doczekały się oficjalnego wydania.
Pierwszym wydawnictwem grupy była zarejestrowana w styczniu 1967 r. ścieżka dźwiękowa do filmu Tonite Let’s All Make Love In London, rozprowadzana jednak w ograniczonym nakładzie i przypomniana szerszej publiczności dopiero w 1968 r. (reedycja w 1990 r.). Dlatego też za debiut płytowy Pink Floyd uważa się wydany 11 marca 1967 r. singel Arnold Layne/Candy And A Currant Bun. O prawa do wydania pierwszego singla zespołu konkurowały dwie firmy, Polydor i EMI. Znacznie lepsze warunki finansowe zaproponowała EMI, co doprowadziło do podpisania z nią kontraktu. Z tą wytwórnią zespół związał się na stałe.
Po niespodziewanym sukcesie pierwszego singla (w owych czasach rzadko zdarzało się, by debiutancki singel lokalnej gwiazdy docierał w oficjalnych zestawieniach do 20 pozycji) zespół zabrał się do pierwszej sesji nagraniowej w profesjonalnym studiu Abbey Road, za sąsiadów zza ściany mając nagrywającą płytę Sgt. Pepper’s Lonely Hearts Club Band grupę The Beatles. Owocem trwającej od 16 marca do połowy czerwca sesji był, wydany 16 czerwca, drugi singel See Emily Play/The Scarecrow oraz debiutancki album Pink Floyd The Piper at the Gates of Dawn (5 sierpnia).
Pierwsza płyta zespołu była na wiele sposobów nowatorska. Przede wszystkim zawierała oprócz krótkich, przebojowych piosenek, co było charakterystyczne szczególnie dla debiutanckich płyt w owych czasach, wiele dłuższych, eksperymentalnych kompozycji instrumentalnych, przesyconych nietypowymi efektami dźwiękowymi i psychodelicznym klimatem. Na albumie nie znalazły dla siebie miejsca wcześniejsze przeboje Pink Floyd, zarówno wydane wcześniej na singlach, jak i znane jedynie z koncertów zespołu. Wyjątkiem są jedynie The Scarecrow ze strony B drugiego singla i Interstellar Overdrive – rozimprowizowany eksperyment, będący dotąd ozdobą wszystkich niemal koncertów i nieoficjalnym przebojem klubów londyńskiego podziemia. Stało się tak za sprawą bajkowo-psychodelicznej konwencji albumu, wymuszającej specyficzny dobór utworów. Jego tytuł zaczerpnięto z książki Wind In The Willow (O czym szumią wierzby) Kennetha Grahame’a. Choć pozbawiona promocji singlowej, płyta odniosła sukces, docierając na Wyspach Brytyjskich do szóstej pozycji list przebojów i otwierając Pink Floyd drogę do międzynarodowej kariery.

## Odejście Syda iSaucerful of Secrets
Pierwszy album sprawił, że Pink Floyd awansowało do rangi gwiazdy rozpoznawanej nie tylko w Wielkiej Brytanii, ale również poza jej granicami. W październiku rozpoczęli swoje pierwsze tournée po Stanach Zjednoczonych, gdzie występowali m.in. razem z Janis Joplin. Występy zespołu zostały przyjęte raczej chłodno. Na domiar złego, coraz większe problemy zaczął sprawiać uzależniony od narkotyków Barrett. Nie zjawiał się na koncertach bądź też nie był zdolny do wyjścia na scenę. W takich przypadkach zastępował go gitarzysta zaprzyjaźnionej grupy The Nice David O’List. Szybko pojawił się jednak pomysł rozszerzenia składu o drugiego gitarzystę, zastępującego Barretta w chwilach jego niedyspozycji. Początkowo wybór padł na Jeffa Becka, jednak jego żądania finansowe były dla Pink Floyd nie do przyjęcia.
W listopadzie zespół rozpoczął kolejną sesję nagraniową w studiu Abbey Road, rejestrując materiał powstały z myślą o drugiej płycie długogrającej. Podczas sesji, w trakcie której Barrett znów nie był w stanie uczestniczyć w pracach zespołu, do studia przybył dawny przyjaciel Barretta i Watersa z czasów szkolnych, David Gilmour. Niemal natychmiast otrzymał propozycję przystąpienia do zespołu w roli gitarzysty i wokalisty. Zanim jednak to nastąpiło, 18 listopada ukazał się singel Apples And Oranges/Paintbox, ostatnie nagranie Pink Floyd w starym składzie. Płyta nie osiągnęła już takiego sukcesu jak poprzedniczki.
W 1968 r. Pink Floyd zaczęli już w pięcioosobowym składzie, szybko jednak okazało się, że problemy Barretta są dużo poważniejsze, niż wcześniej przypuszczano, u lidera grupy rozpoznano bowiem schizofrenię. Mimo to Pink Floyd zdążyli jeszcze w tym składzie nagrać kilka utworów. W trakcie występów na żywo zabrakło jednak Barretta, który oficjalnie opuścił zespół 2 marca. Podobno bezpośrednim powodem tej decyzji była propozycja lidera, by przyjąć do zespołu ulicznych muzyków – akordeonistę i saksofonistę – co było zapewne formą riposty za poszerzenie składu o Gilmoura. Po tej decyzji przyszłość Pink Floyd zawisła na włosku, menedżerowie grupy sugerowali nawet jej rozwiązanie.
Mimo że nikt nie wierzył w sukces Pink Floyd bez wielkiego lidera, jakim był Barrett, muzycy podjęli jednak ryzyko i postanowili działać dalej w składzie Roger Waters (bas, śpiew), David Gilmour (gitara, śpiew), Richard Wright (instrumenty klawiszowe, śpiew), Nick Mason (perkusja), który to skład pozostał niezmieniony przez najbliższe 12 lat, tworząc najpopularniejsze dzieła zespołu.
Nowy Pink Floyd od razu zabrał się do pracy. Już 12 kwietnia ukazał się kolejny singel grupy It Would Be So Nice/Julia Dream, pierwsze wydawnictwo nie zawierające kompozycji Barretta. Cztery dni później w Rzymie zarejestrowano ścieżkę dźwiękową do filmu The Committee, która jednak nigdy nie znalazła się na żadnym oficjalnym wydawnictwie.
Sukcesem okazał się drugi longplay zespołu, A Saucerful of Secrets (wydany 29 czerwca), nagrany częściowo jeszcze z udziałem Barretta. Szybko okazało się jednak, że jedyna kompozycja byłego lidera – Jugband Blues jest najsłabszą na tej płycie. Pozostałe utwory stały się zaczątkiem nowego stylu, który grupa miała rozwijać w późniejszych latach. Album zebrał bardzo dobre recenzje i dotarł do dziewiątej pozycji list przebojów. Pokazał też, że Pink Floyd to już nie tylko gwiazda londyńskiego podziemia, ale zespół dojrzały, poszukujący nowych form wyrazu.
Resztę roku zespół spędził na koncertowaniu w Stanach Zjednoczonych i Europie, gdzie prezentował całkiem nowe kompozycje. Dopiero na jesieni Pink Floyd znów na krótko trafili do studia, by nagrać utwory na kolejny singel grupy, Point Me At The Sky/Careful With That Axe Eugene (wydany 17 grudnia). Singel okazał się jednak tak wielkim niewypałem, że na długie lata Pink Floyd zrezygnowali w ogóle z wydawania „małych płyt”.

## Eksperymenty progresywne
Koncertowanie wypełniło grupie niemal cały 1969 r. Także w tej dziedzinie Pink Floyd postanowili być nowatorscy. Ich występy z serii The More Furious Madness From The Massed Gadgets Of Auximenes przypominały w formie bardziej spektakle teatralne niż koncerty rockowe. Grupa wykorzystywała na niespotykaną wtedy skalę efekty wizualne (pokazy slajdów i filmów), oraz skonstruowany specjalnie na ich zamówienie skomplikowany system nagłośnienia Azimuth Coordinator pozwalający imitować efekt wydobywania się dźwięku z dowolnego punktu sali.

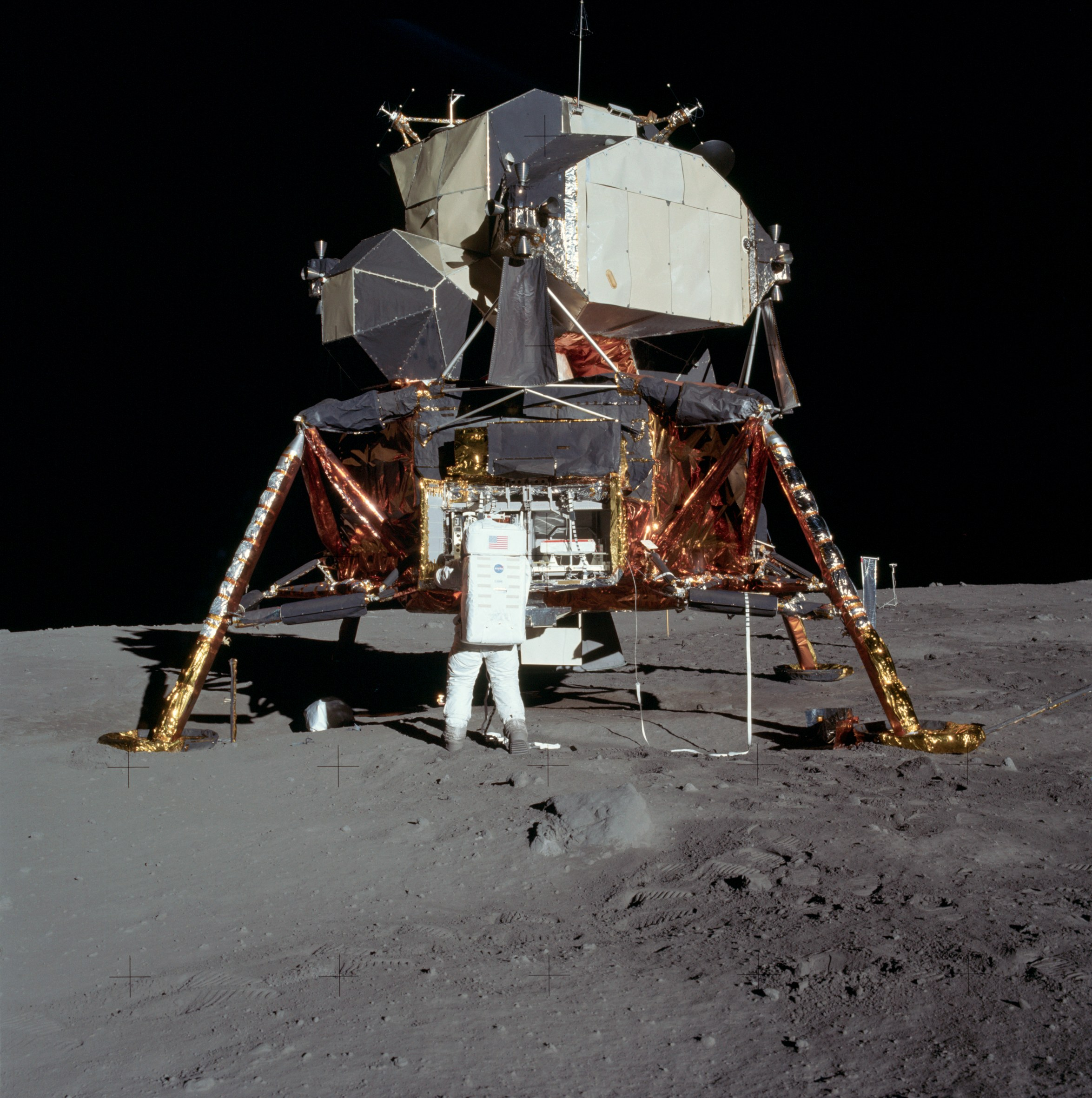
Apollo 11 na Księżycu

Tamtego roku zespół znalazł także czas by kilkakrotnie odwiedzić studio. Owocem jednej z takich sesji był album More (data wydania 27 lipca), zawierający ścieżkę dźwiękową do filmu Barbeta Schroedera o tym samym tytule. Album sprawiał jednak wrażenie zbioru pomysłów odrzuconych przez zespół, być może z innego, ważniejszego, projektu i z małymi wyjątkami, odbiegał od poziomu prezentowanego przez Pink Floyd. Dał jednak grupie szansę na poznanie nowych muzycznych doświadczeń, m.in. Waters i Gilmour przejęli po raz pierwszy pieczę nad produkcją płyty. Podczas innej sesji powstał utwór Moonhead, stworzony na zamówienie kilku stacji telewizyjnych jako muzyka ilustracyjna do bezpośredniej transmisji z lądowania statku Apollo 11 na Księżycu. Pozostałe sesje, jak również nagrania w trakcie koncertów, dokonywane były już z myślą o kolejnej płycie.
Podwójny album Ummagumma wydany w 1969 r. był przełomowym w historii grupy. Pierwsza płyta to zapis koncertu, na którym grupa gra swoje „kosmiczne utwory”: Astronomy Domine, Careful With That Axe, Eugene, Set the Controls... i Saucerful.... Druga płyta była zaś eksperymentem awangardowym w stylu progresywnego rocka. Każdy z czterech muzyków skomponował swój własny materiał. Płyta jest więc bardzo niespójna. Czteroczęściowy utwór cykliczny Wrighta w wagnerowskim stylu, Sysyphus, zagrany na różnych instrumentach klawiszowych przy akompaniamencie bębnów, jest dziełem nieco pretensjonalnym, lecz ciągle jednym z najciekawszych w gatunku progresywnego rocka. Waters nagrał dwie folkowe piosenki z nieoczekiwanymi „zakrętami”. Trzyczęściowa The Narrow Way Gilmoura to interesująca etiuda na gitarę elektryczną i akustyczną. The grand Vizier's Garden Party, studium na instrumenty perkusyjne Masona, jest interesujące, choć nie jest uważane powszechnie za wybitne.
Zachęcona artystycznym i komercyjnym sukcesem progresywnej części albumu Ummagumma, grupa postanowiła skomponować wielkie dzieło „symfoniczne” – rodzaj opus magnum. Współpracując z kompozytorem Ronem Geesinem skomponowali 23-minutową suitę na wiolonczelę solo, orkiestrę dętą, chór i grupę rockową. Kompozycja zatytułowana Atom Heart Mother ukazała się na stronie A albumu o tym samym tytule. Dla wielu fanów grupy płyta ta jest szczytowym osiągnięciem grupy, dla innych ślepym zaułkiem. Druga strona płyty bliższa jest głównemu nurtowi psychodelicznego rocka. Trzy utwory: If Watersa, Summer 68 Wrighta i Fat Old Sun Gilmoura są przykładem solidnych psychodelicznych, balansujących na granicy progresywności kompozycji.
Zamykający płytę, trzynastominutowy utwór Alan's Psychedelic Breakfast jest żartem muzycznym. Utwór składa się z kilkunastu krótkich instrumentalnych przejść, przerwanych nagranym procesem przygotowywania śniadania przez jednego z inżynierów dźwięku Pink Floyd. Utwór kończył się dźwiękiem spadających kropli wody ze zbyt słabo zakręconego kranu. Dźwięk ostatniej kropli został zapisany na zamykającej ścieżce winylowej płyty tak, że mógł być odtwarzany w nieskończoność. Tego efektu niestety nie udało się odtworzyć na CD.
Sukces Atom Heart Mother był połowiczny. Utwór znalazł uznanie słuchaczy i krytyków, lecz odtwarzanie go na żywo wymagało zatrudnienia orkiestry dętej oraz chóru. Grupa postanowiła więc skomponować inne progresywne dzieło, tym razem zakrojone na mniejszą skalę. W ten sposób powstała suita Echoes, która znalazła się na stronie B albumu Meddle wydanego w 1971 r. Utwór rozpoczyna się od pojedynczego dźwięku granego na pianinie – przepuszczonego przez odpowiednie efekty i powtarzającego się przez półtorej minuty utworu. Z czasem do gry włączają się kolejne instrumenty (gitara, gitara basowa, organy, perkusja) w długim i delikatnym crescendo, przechodząc w duet łagodnie grającej gitary i organów. Kulminacją pierwszej części utworu jest krótki, poetycki tekst śpiewany przez Davida Gilmoura i Richarda Wrighta oraz kończący ją duet gitary i gitary basowej, podkreślany wyeksponowaną ścieżką perkusji. W drugiej części słyszymy wiatr, krakanie wron i dźwięki podobne ludzkiemu zawodzeniu w oddali. Raz po raz pojawia się też głośno wyjąca gitara. W pewnym momencie powraca otwierające utwór unisono na pianinie, prowadzące do trzeciej części będącej bliskim powtórzeniem pierwszej. Echoes idealnie zgrywa się z ostatnią 24-minutową sekwencją filmu Stanleya Kubricka Odyseja kosmiczna 2001.
Strona A albumu zawiera pięć krótszych utworów, z których najbardziej znanym jest One of These Days, blisko sześciominutowa kompozycja instrumentalna. Otwiera ją dźwięk wiejącego wiatru, z którego wyłania się gitara basowa, przepuszczona przez kamerę pogłosową, dołącza do niej perkusja i organy grające powtarzające się pasaże i w końcu agresywne solo gitary stalowej. W połowie czwartej minuty perkusista Nick Mason wypowiada, głosem zniekształconym przez elektroniczny przetwornik, zdanie: „One of these days, I’m going to cut you into little pieces” („Któregoś dnia potnę cię na małe kawałeczki”). W codzie utworu muzyka zwija się znów do dźwięku wiejącego wiatru. Jak głosi anegdota, utwór był poświęcony znanemu londyńskiemu prezenterowi radiowemu, który zalazł muzykom za skórę, często i niewybrednie krytykując ich piosenki.
Pozostałe utwory są bardziej tradycyjne w formie. A Pillow of Winds to spokojna ballada z delikatnym wokalem Gilmoura. Utrzymane w podobnym klimacie Fearless, kończy się śpiewanym przez kibiców Liverpool FC You’ll Never Walk Alone. San Tropez Watersa jest w porównaniu z resztą płyty dość wesołym i szybkim utworem. Natomiast Seamus to krótki blues, w którym gitarzysta zespołu dzieli obowiązki wokalisty z psem. Piosenka ta często wskazywana jest przez fanów jako najsłabsza na tym krążku, a nawet w całym dorobku grupy. Inni dopatrują się w niej żartu muzycznego i nawiązania do bluesowych korzeni zespołu.

## Dark Side of the Moon

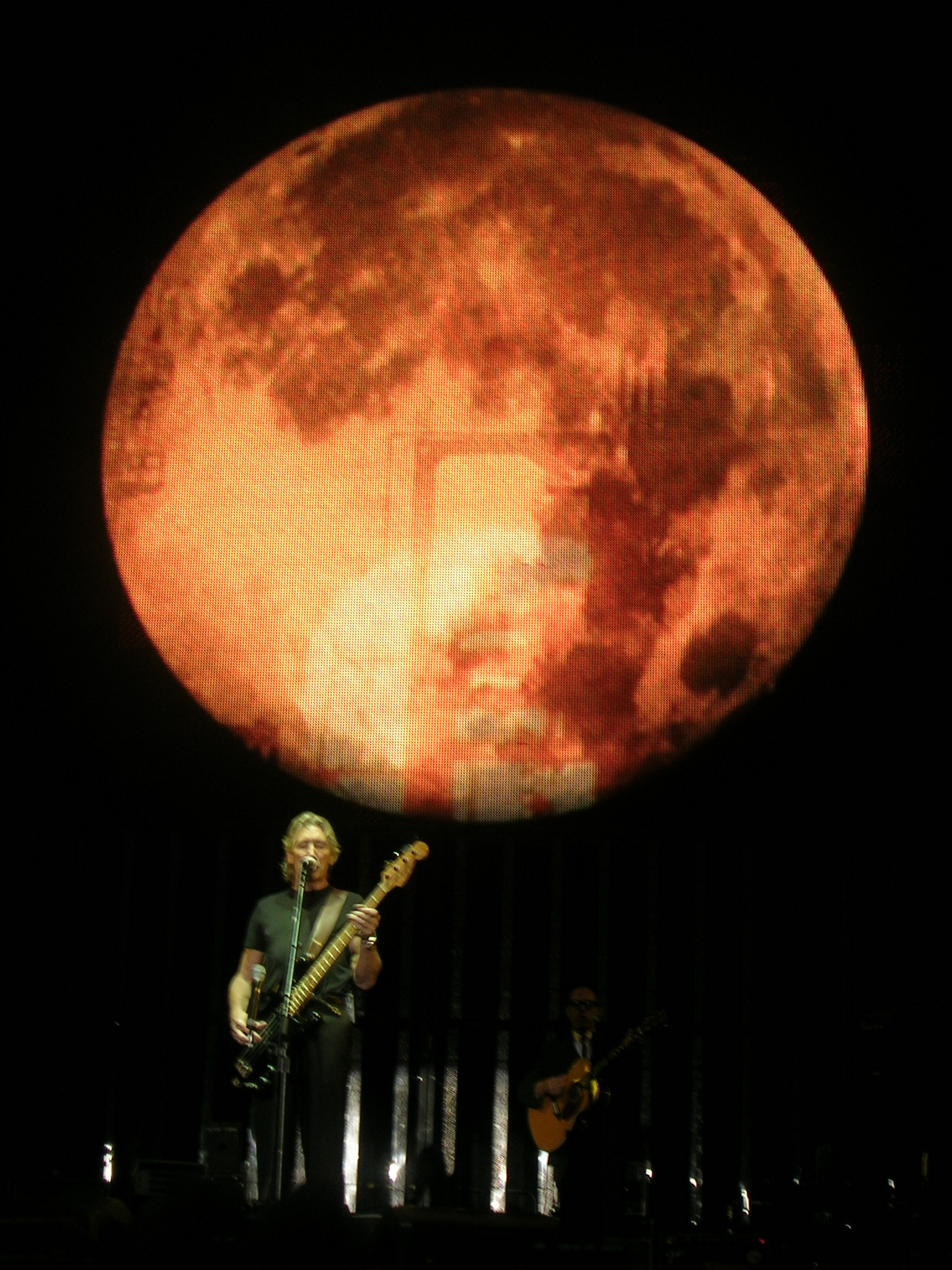
Roger Waters w trasie Dark Side of the Moon live

W 1972 r. grupa wydała interesującą, lecz niezauważoną płytę zawierającą muzykę filmową do filmu Barbeta Schroedera La Vallée, która ukazała się pod tytułem Obscured by Clouds. Rok wcześniej Pink Floyd zasłynął z innego nietypowego przedsięwzięcia. Był to koncert bez publiczności, wykonany w amfiteatrze pośród ruin Pompejów. Koncert sfilmowany przez Adriana Mabena był pokazywany w kinach pod tytułem Pink Floyd: Live at Pompeii. Grupa w czasie tego koncertu zagrała większość ze swoich najlepszych kompozycji z psychodelicznego i kosmicznego okresu. Do filmu włączono także rozmowy z muzykami oraz sceny ze studia, pokazujące pracę nad kolejnym albumem grupy Dark Side of the Moon, słynną Ciemną stroną Księżyca.
W 1973 r., gdy ukazał się ten album, choć przyjęto go entuzjastycznie, mało kto się spodziewał, że stanie się on nie tylko największym dokonaniem grupy, lecz także jednym z kilku najsłynniejszych albumów w historii muzyki rockowej. Album utrzymał się przez ponad sto miesięcy w pierwszej setce Billboardu i do dziś jest jednym z najlepiej sprzedających się albumów rockowych. Gdy się ukazał, muzyka na nim grana była już dobrze znana fanom zespołu, gdyż nowe utwory grane były na koncertach. W momencie gdy zespół wszedł do studia, muzyka była już w pełni skomponowana i przećwiczona. Pozwoliło to muzykom pracować nad poszczególnymi fragmentami oddzielnie, rzadko spotykając się w studio. Keith Emerson wspomina, jak w przerwie wspólnego koncertu przypadkowo usłyszał Watersa rozdzielającego czas w studio pomiędzy poszczególnych muzyków. Zdziwiony zapytał go, czy nie prościej by było spotkać się wszystkim razem. Odpowiedź Watersa była zaskakująca: „To zaoszczędza nam wielu kłótni”.
Muzycy byli także otwarci na sugestie i rady innych. Zgodnie z sugestią Alana Parsonsa włączyli do utworu Time zsynchronizowane dźwięki bijących zegarów, nagrane i zmiksowane przez niego. Dźwięk otwierających się kas sklepowych i przesypujących monet jest zgrany z otwierającym utworem Money riffem granym na gitarze basowej. Po raz też pierwszy muzycy zaprosili do współpracy innych artystów.

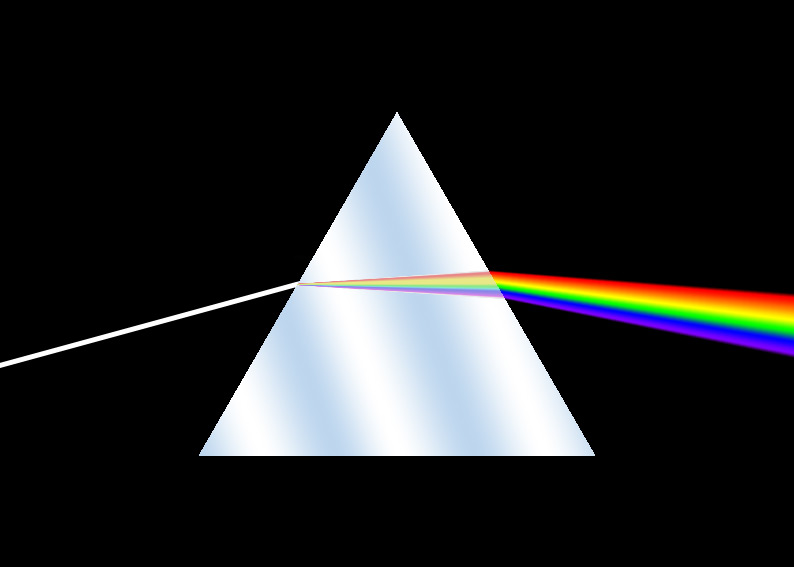
Schemat działania pryzmatu przypominający oryginalną okładkę albumu

Także i okładka płyty – pryzmat rozszczepiający światło na czarnym tle, stał się jedną z najlepiej rozpoznawalnych ikon muzyki rockowej. By wybrać grafikę zaprojektowaną przez firmę Hipgnosis, z którą grupa współpracowała już wcześniej, spośród kilku innych projektów, wystarczyło kilka sekund.
W sferze tekstowej album był również czymś nowym. Teksty autorstwa Watersa mówią o ludzkich lękach, o samotności, o przemijającym czasie (zwłaszcza Time), kruchości ludzkiej egzystencji, szaleństwie i zachłanności. W czasie pracy nad albumem Roger Waters nagrywał krótkie wypowiedzi osób spotykanych w studiach na Abbey Road. Kilka z nich zostało zmiksowanych z muzyką. Najbardziej znana jest wypowiedź dozorcy budynku, którego można usłyszeć w ostatnich sekundach wybrzmiewającej muzyki, gdy powraca dźwięk bijącego serca There is no dark side of the moon really, as a matter of fact it's all dark (nie ma żadnej 'ciemnej strony' księżyca, w rzeczywistości on cały jest ciemny – angielskie dark może być tu rozumiane jako ponure lub smutne).
Dark Side of the Moon skończył grupę i podzielił ją, jak to określił sam Waters. Album był zdaniem jego twórców zbyt doskonały, by można było powtórzyć jego sukces, a w czasie nagrania ujawniły się konflikty dzielące muzyków.

## Pożegnanie z Szalonym Diamentem –Wish You Were Here
Mimo wszystko, grupa zabrała się do nagrania kolejnego albumu. Był to hołd dla Syda Barretta. Album Wish You Were Here miał wyrazić tęsknotę za byłym liderem grupy, za którym tak naprawdę nikt nie tęsknił. Więcej: gdy zupełnie przypadkowo Barrett wśliznął się do studia w czasie nagrywania albumu, żaden z obecnych tam muzyków nie rozpoznał w otyłym, wygolonym na łyso i przedwcześnie podstarzałym mężczyźnie, tytułowego „Szalonego Diamentu” (Crazy Diamond).
Album nie był już tak spójny w treści muzycznej jak Ciemna Strona. Jego szkieletem był długi, trzyczęściowy, w większości instrumentalny utwór, oparty na trzynutowym motywie, przypadkowo zagranym przez Gilmoura na gitarze. Motyw został majestatycznie rozwinięty w solówkach gitarowych, syntezatorowych i gościnnie występującego saksofonisty. Pozostałe trzy krótkie i odmiennie brzmiące utwory Welcome to the Machine i Have a Cigar opowiadają o marzeniach o sukcesie młodych rockowych muzyków. Waters, znów autor wszystkich tekstów, będąc już z drugiej strony linii, potrafił z autoironią spojrzeć w niedaleką przeszłość, kiedy był jeszcze nikomu nieznanym, początkującym artystą pragnącym sukcesu, sławy i pieniędzy – Gravy train.
Tytułowy utwór to ballada, w której solówkę na gitarze akustycznej zagrał gościnnie Roy Harper. Harper zaśpiewał także w utworze Have a Cigar. Początkowo miał go zaśpiewać Waters, ale po licznych próbach ciągle mu to nie wychodziło. W końcu skonfundowany zaproponował, by powierzyć śpiew komuś innemu. Jak sam potem przyznał, liczył, że koledzy z zespołu raczej podtrzymają go na duchu i skłonią do dalszych prób. Wbrew jego oczekiwaniu, nader skwapliwie zgodzili się na pomysł. Szybko z sąsiedniego studia poproszono Harpera, który wywiązał się z zadania. Waters w późniejszych wypowiedziach uznał, że ta przedwczesna decyzja naruszyła integralność zespołu. Pink Floyd pierwszy raz zatrudniał sesyjnego muzyka do tego, co powinien zrobić własnymi siłami.
Album okazał się kolejnym sukcesem. Był przy tym w sferze muzycznej znacznie łagodniejszy, szczególnie utwór Shine On mógł być umieszczony pośród najpiękniejszych utworów progresywnego rocka.

## Gitarowy bunt –Animals

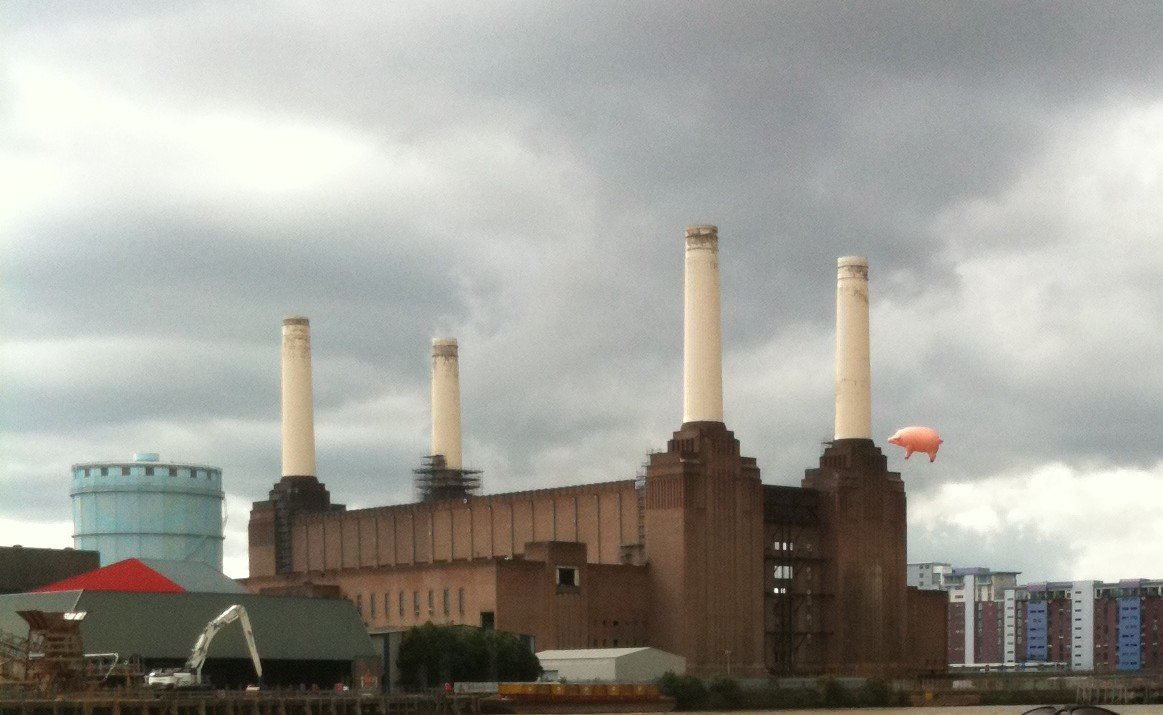
Balon nad elektrownią Battersea podczas kampanii promocyjnej w 2011 r.

Kolejny album grupy, Animals, nagrywany był już w czasie rewolucji punkowej. Punk zaś zwracał się także przeciw muzycznym dinozaurom, których uosobieniem były grupy progresywne Emerson, Lake and Palmer, Yes, a przede wszystkim sama Pink Floyd. Nie bez powodu Johnny Rotten z Sex Pistols zakładał na swych występach podarty T-shirt z napisem I hate Pink Floyd.

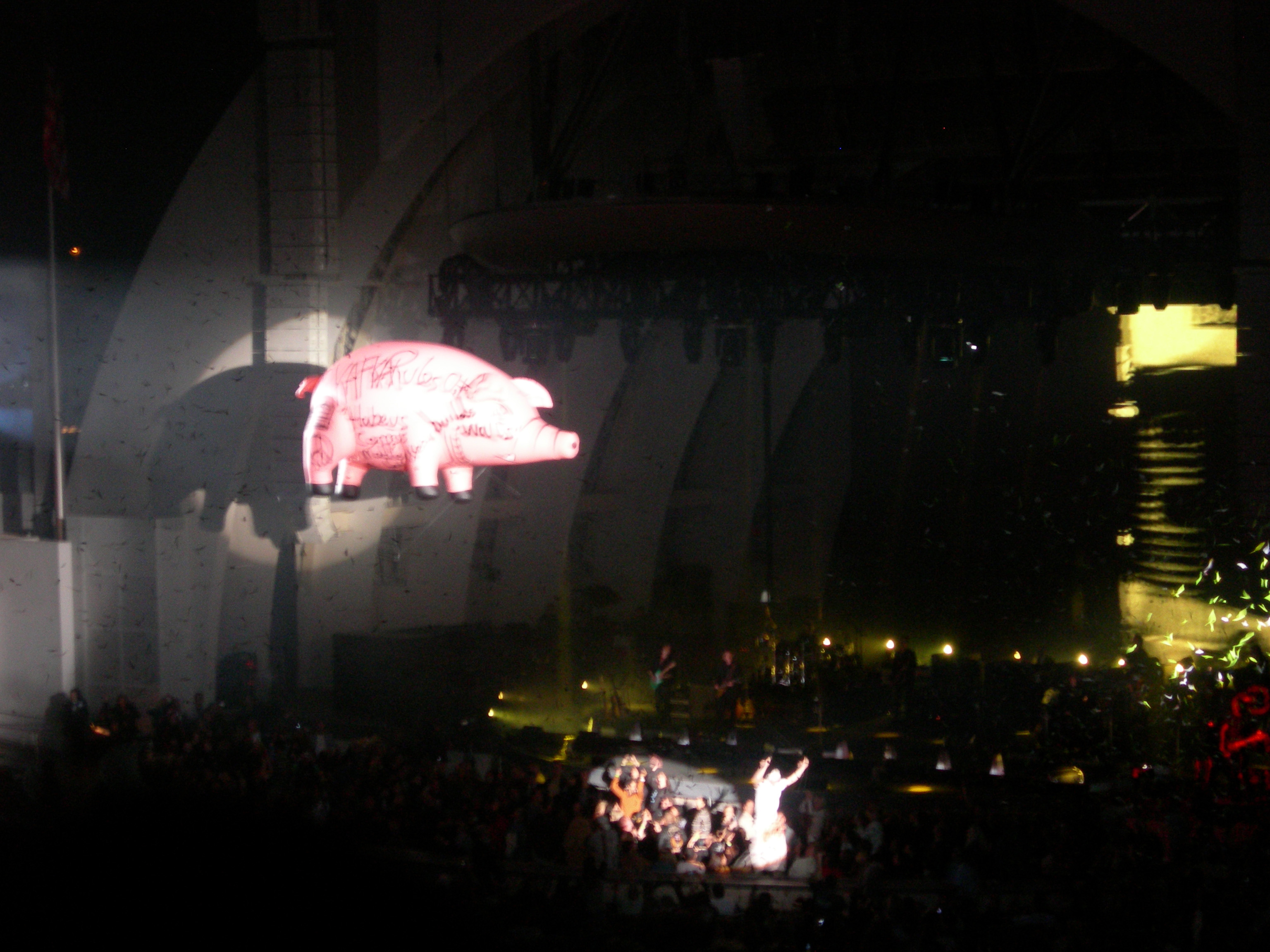
Balon w kształcie świni – element scenografii koncertów Pink Floyd

Nie jest jasne, jaki wpływ na muzykę Pink Floyd miał punk, oczywistym jest jednak, że album Animals jest jednym z najświetniejszych w dorobku zespołu. Umieszczono na nim trzy utwory zatytułowane: Psy (Dogs), Świnie (Pigs) i Owce (Sheep). Wbrew tytułowi jest to album o ludziach, klasyfikujący ich w trzech grupach reprezentujących trzy typy postaw. Album w swym pomyśle luźno oparty jest na powieści George’a Orwella Folwark zwierzęcy. O ile poprzednie albumy zawierały muzykę dla każdego i grane były nawet przez muzyczne stacje popowe, Animals był skierowany głównie do zdeklarowanych fanów zespołu.
Pink Floyd byli grupą koncertującą, wyrosłą z klubowego ruchu londyńskiego podziemia artystycznego. W swym psychodelicznym okresie także nieustannie koncertowali. Po premierze Dark Side, kiedy grupa zyskała światową popularność, zaczęła koncertować w coraz większych salach, dla coraz liczniejszej publiczności, a w końcu na olbrzymich stadionach dla dziesiątek tysięcy widzów. Koncerty stawały się coraz bardziej wymagające, scenografie coraz bardziej wyrafinowane, trasy koncertowe dłuższe.
6 lipca 1977 roku, w czasie jednego z koncertów promujących album Animals, grając w Montrealu (Kanada), Waters przeszedł załamanie nerwowe. Podczas występu zdał sobie sprawę, że tak naprawdę nikt nie słucha muzyki. Z widowni dochodził gwar rozmów. Widzowie nieustannie przeciskali się pomiędzy rzędami w kierunku barów oferujących hot-dogi, hamburgery i napoje. Zdał sobie sprawę, że przestało już tu chodzić o muzykę, że koncert dla większości jest wydarzeniem towarzyskim. Prawdopodobnie wtedy zrozumiał prawdziwe przesłanie punku rock music is dead. Waters stracił kontrolę nad sobą. Przestał grać, zaczął wykrzykiwać obelgi w kierunku widowni, a potem pluć w kierunku widzów.

Jakiś szalony fan, wykrzykując swoje oddanie, zaczął wspinać się po siatce, która oddziela zespół od zagrody z ludzkim bydłem przed sceną. Kocioł mojej frustracji w końcu eksplodował. Naplułem mu w twarz. I natychmiast zszokowałem się swoim zachowaniem. Zrozumiałem, że to, co kiedyś było wartościową i kontrolowaną wymianą między nami a nimi, zostało zupełnie wypaczone przez rozmach, korporacyjną chciwość i ego. Został tylko układ, właściwie sado-masochistyczny. Miałem wyraźną wizję bombardowania publiczności. Bomby leciałyby ze sceny, a widzowie rozrywani na kawałki szaleliby w radości, że są w centrum akcji.

To przeżycie i zapewne dalsze rozmyślania zaowocowały kolejnym przedsięwzięciem muzycznym.

## Kolejna cegła w Murze –The Wall
Był nim kolejny album – The Wall. Według zamysłu Watersa, który wyrósł na lidera grupy, miał być protestem przeciw rockowym koncertom stadionowym, przeciw wyobcowaniu artysty rockowego, wobec muru, który odizolował go od publiczności. W trakcie pisania tekstów i komponowania muzyki temat rozwinął się i muzyka powiedziała znacznie więcej. Waters przygotowywał w tym czasie także inny album, The Pros and Cons of Hitch Hiking. Gdy w 1978 r. zademonstrował powstające materiały pozostałym członkom zespołu, ci wybrali The Wall, choć menedżer, Steve O’Rourke, wolał Pros and Cons.... Odrzucony pomysł, uznany przez nich za zbyt osobisty, został ostatecznie zrealizowany jako solowy projekt Watersa.
The Wall w Polsce znany jest jako „Ściana”, choć „Mur” wydawałoby się bardziej adekwatnym tłumaczeniem tytułu. The Wall jest dziełem epickim, swego rodzaju operą rockową, opartą w dużej części na wątkach autobiograficznych Rogera Watersa. Historia opowiada o życiu rockowego muzyka o nazwisku lub pseudonimie Pink i jest utkana z osobistych doświadczeń Watersa. Pokazuje dzieciństwo chłopca wychowywanego przez samotną, nadopiekuńczą matkę – utwór Mother, ojciec, którego Pink nigdy nie znał, zginął na wojnie we Włoszech, podobnie jak ojciec Watersa.
Utwór Another Brick in the Wall, Part 2, opowiadający o zimnej, nieludzkiej i nieprzyjaznej szkole, stał się jednym z najbardziej znanych protest songów rockowych. O zwodniczym poczuciu siły, jaką daje młodość i rock’n’roll opowiada Young Lust. O nieudanych i kalekich uczuciowo związkach małżeńskich oraz obyczajowych ekscesach – One of My Turns. O utracie młodzieńczych ideałów – Goodbye Blue Sky. Kolejne utwory mówią o rosnącym, cegła za cegłą, murze, odgradzającym muzyka od świata. Waters porównuje całe to życie do chodzenia po cienkim lodzie – The Thin Ice, gdzie każdy krok może spowodować załamanie. Pierwsza część albumu kończy się przejmującą piosenką Goodbye Cruel World – „żegnaj okrutny świecie”, która jest niczym innym, jak deklaracją samobójstwa, ucieczki od pustego życia.
Drugą płytę albumu otwiera ballada Hey You, w której bohater opowieści śpiewa do samego siebie, tego z drugiej strony muru. Jest jego powrotem do życia, a jednocześnie do koszmaru, jaki szykuje mu jego wyobraźnia – makabrycznej fantasmagorii, w której Pink, niczym bohater Kafki, poddawany jest koszmarowi procesu (Trial), jaki szykuje mu jego własne szaleństwo. Druga płyta zawiera kilka utworów zasługujących na szczególną uwagę: obok Hey You, jest to Comfortably Numb, zawierający solo gitarowe Gilmoura, oraz dynamiczne, niemal taneczne, Run Like Hell, który jest ostatnią próbą wyrwania się bohatera z matni ogarniającego go szaleństwa. W finałowej scenie Pink zostaje skazany na zburzenie muru i powrót do życia. Mimo wszystko The Wall kończy się optymistycznym akcentem. Co prawda świat bohatera zostaje pogrzebany odłamkami walącej się ściany, lecz jednak okazuje się, że poza nią toczy się normalne życie.
The Wall było sukcesem grupy. Album został najlepiej sprzedającą się podwójną płytą w historii muzyki rockowej. Pokazał jednak też pewne słabości grupy. Płyta poza dwoma utworami, w których komponowaniu wziął udział Gilmour, była autorskim dziełem Watersa. Pierwszy też raz od czasów Atom Heart Mother zastosowano aranżacje orkiestrowe. Na płycie słabo słychać instrumenty klawiszowe. Jak się potem okazało, w czasie nagrywania płyty Wright został wykluczony z grupy z powodu jego problemów osobistych (rozpadające się małżeństwo), co przełożyło się na jego znacznie mniejsze zaangażowanie w pracach nad płytą, a w efekcie rozsierdziło Watersa, który postawił mu ultimatum: albo Wright dobrowolnie odejdzie z zespołu po zakończeniu prac, albo on (Waters) jako pomysłodawca i twórca płyty zablokuje wszelkie prace nad nią, a w efekcie uniemożliwi jej wydanie (później w mediach pojawiały się pogłoski, jakoby powodem odejścia Wrighta z zespołu miało być jego pogłębiające się uzależnienie od kokainy).

## The Wallw trasie
Jak na ironię, trasa koncertowa albumu kontestującego rockowe przedstawienia na gigantycznych arenach, stała się największym i najbardziej skomplikowanym przedsięwzięciem estradowym w dotychczasowej historii rocka. W czasie gdy grupa grała muzykę, ekipa techników budowała wysoką ścianę z kartonowych cegieł. Oryginalnym pomysłem Watersa było, by ściana została zbudowana pomiędzy publicznością a grupą i zakrywała artystów aż do finałowego zburzenia muru. Pomysł ten jednak wydał się zbyt radykalny dla innych i ostatecznie odstąpiono od niego. Mur zbudowano, ale całkowicie odgradzał publiczność od wykonawców tylko w czasie kilku piosenek. Wykorzystano rozbudowaną scenografię, na gotowej już ścianie wyświetlano animowane sceny, muzycy wznosili się na podestach, w scenie sądu wykorzystano olbrzymie lalki.
Grupie akompaniowała orkiestra i chór. W utworze Another Brick in the Wall na scenie pojawił się chór dziecięcy. W centrum tego wszystkiego znajdował się Roger Waters. Grupa dała łącznie 26 przedstawień. Ostatnie w Londynie, w 1981 r.
Obok albumu powstał także film fabularny Pink Floyd The Wall w reżyserii Alana Parkera, w którym wykorzystano muzykę grupy oraz ogólny pomysł fabuły i część animacji Geralda Scarfe'a. Rolę Pinka zagrał znany irlandzki muzyk rockowy Bob Geldof. The Wall wykonany został w zjednoczonym już Berlinie przez samego Rogera Watersa i zaproszonych przez niego artystów w 1990 r., co wpłynęło na mylne utożsamienie tytułowego Muru z Murem Berlińskim.

## Ostatnie cięcie– rozpad grupy
The Final Cut – kolejny album Pink Floyd wydany w 1983, był w pewnym sensie kontynuacją The Wall. Roger Waters, bo jest to już praktycznie jego solowy album, skupił się na wątku autobiograficznym – bólu po utracie ojca na wojnie. Jako że przygotowanie materiałów do płyty zbiegło się w czasie z wojną brytyjsko-argentyńską o Falklandy, muzyka nabrała nieoczekiwanej aktualności. Waters w swych tekstach użył bezpośrednich odniesień do współczesnych mu wydarzeń, zwłaszcza w Get Your Filthy Hands Off My Desert („zabieraj swoje parszywe łapska od mojej pustyni”), mówiąc o zatopieniu argentyńskiego krążownika „General Belgrano”. Tak jak w The Wall wojna, utrata ojca, powojenne życie opisywane jest oczami dziecka, tak w The Final Cut Waters widzi te i współczesne wydarzenia oczami człowieka dorosłego, pełnego życiowych doświadczeń.
Muzyka na płycie jest emocjonalnie skondensowana, stylistycznie spójna, pełna melancholii i z trudem tłumionego gniewu, raz po raz wybucha nieopanowanym żalem. Pejzaż dźwiękowy charakteryzuje się gęstą fakturą muzyczną utrzymaną w szarych barwach. Płyta nie znalazła uznania u tradycyjnie nastawionej publiczności rockowej. Jako że nie było na niej ani jednego utworu, który choć trochę zbliżałby się do definicji przeboju, album nie został także zauważony przez rozgłośnie radiowe. Płyta znalazła uznanie tylko wśród tych, dla których słuchanie muzyki jest intelektualnym wyzwaniem.
The Final Cut pogłębił dezintegrację grupy. Perkusista Nick Mason zaczął tracić zainteresowanie muzyką. Richard Wright już oficjalnie był poza grupą i w pracach nad albumem nie uczestniczył. David Gilmour, dawniej obok Watersa druga podpora grupy, wspomina pracę z coraz bardziej nieprzystępnym i apodyktycznym Watersem jako niekończący się koszmar. Ostatecznie wszyscy przyjęli z ulgą oświadczenie Watersa, iż Pink Floyd zakończyło swoją artystyczną misję i ulega samorozwiązaniu.
Waters nie docenił jednak marketingowej siły nazwy Pink Floyd. Gdy w trzy lata po ostatecznym rozwiązaniu grupy David Gilmour, Nick Mason i wyzwalający się z nałogu Richard Wright spotkali się w studio, by rozpocząć pracę nad nowym albumem, Waters próbował powstrzymać ten projekt, dochodząc sprawiedliwości na drodze prawnej. Domagał się wyłączności do używania znaku Pink Floyd™, ale sąd oddalił jego roszczenia.
W 1986 r. Lasertheater w Budapesti Planetárium założył spektakl laserowy do muzyki Pink Floyd; był on wyświetlany aż do 2010 r. Spektakl doczekał się ponad tysiąca wystawień; wystawienie 1000. spektaklu nastąpiło w 2009 r.
Album nowego Pink Floyd – A Momentary Lapse of Reason (Chwilowy zanik zdrowego rozsądku), powierzchownie zachowując brzmienie typowe dla Pink Floyd z okresu Dark Side of the Moon i Wish You Were Here, wpasował się w pejzaż muzyczny połowy lat 80. XX w., zdominowany przez wielkie grupy rockowe grające technicznie finezyjną, lecz intelektualnie płaską muzykę. Grupy te znów wróciły do wielkich aren i stadionów sportowych ze swoimi widowiskami. Pink Floyd trafiło więc dokładnie w zapotrzebowanie słuchaczy. Muzyce wprawdzie brakowało intelektualnej głębi z ostatnich trzech dzieł starego Pink Floyd (lub, według innych, została oczyszczona z problemów przytłaczających teksty Watersa), ale w tych czasach już niewielu szukało jej w muzyce rockowej. Trasa koncertowa Delicate Sound of Thunder to nowa muzyka przemieszana z klasykami grupy.

## Pink Floyd bez Watersa
Po nagraniu A Momentary Lapse of Reason wydawało się, że grupa na dobre wróciła na estrady. Jednak na nagranie kolejnego albumu i kolejną trasę koncertową trzeba było czekać aż do 1994 r. Wydany w tym roku album The Division Bell pokazał, że muzycy są w dobrej formie. Wright skomponował pierwszy od wielu lat utwór Wearing the Inside Out, który był jednym z najciekawszych na płycie. Uczestniczył też w komponowaniu innych utworów.
Stylistycznie muzyka jest powrotem do brzmienia sprzed Ciemnej Strony. Większość utworów charakteryzuje się powolnym tempem, nakładającymi się na siebie pasażami instrumentów klawiszowych i długich solówek gitarowych z częstym wykorzystaniem pogłosu. Teksty napisane przez zawodowego poetę były daleko lepsze niż te z poprzedniego albumu, lecz ciągle dalekie od standardu, jaki ustanowił Roger Waters. The Division Bell, choć był albumem nieco nużącym i stylistycznie mało spójnym, był sporym sukcesem grupy. Utwory Keep Talking, wspomniany już Wearing the Inside Out i majestatyczny High Hopes należą do najciekawszych w dorobku zespołu.
Przyszłość grupy wydawała się bardzo niejasna. Najbardziej zagorzali fani zespołu mieli ciągle jednak wielkie nadzieje na ponowne zejście się muzyków. Mieli ku temu konkretne przesłanki. W 2001 r. w czasie swych wakacji na Karaibach Roger Waters przypadkowo natknął się na Nicka Masona. Panowie odświeżyli swą dawną przyjaźń. Rok później, ku wielkiemu zaskoczeniu fanów, Nick Mason pojawił się na scenie w czasie londyńskiego koncertu Watersa, a nawet zasiadł za perkusją i grał w czasie jednego utworu. Z kolei Waters i Gilmour, dwaj najwięksi antagoniści, pierwszy raz od czasów sądowych potyczek spotkali się twarzą w twarz, by wspólnie ustalić listę utworów na składankowy album Echoes: The Best of Pink Floyd, który wyszedł w 2002. Wszyscy muzycy także zgodzili się na wydanie koncertowego zapisu The Wall – Is There Anybody Out There?. Waters nie sprzeciwił się umieszczeniu w składzie grupy Richarda Wrighta. Wyraźnie więc lody puściły.

## Live 8 iThe Endless River
12 czerwca 2005, wbrew plotkom o ostatecznym rozpadzie grupy, a przede wszystkim wbrew powtarzanym od dwudziestu lat przez Watersa deklaracjom, że nigdy nie wystąpi już z Pink Floyd, ogłoszono sensacyjną informację o jednorazowym wspólnym występie grupy w najbardziej znanym czteroosobowym składzie. 13 czerwca Waters potwierdził tę wiadomość. Gilmour, Mason, Waters i Wright zagrali razem 2 lipca 2005 na transmitowanym na cały świat koncercie charytatywnym Live 8, grając Breathe/Breathe Reprise, Money, Wish You Were Here i Comfortably Numb. Pojawiły się też spekulacje o wspólnej krótkiej trasie koncertowej, które jednak nie znalazły potwierdzenia.
7 lipca 2006 r. wskutek komplikacji cukrzycowych zmarł współzałożyciel Pink Floyd – Syd Barrett. 10 maja 2007 odbył się koncert poświęcony jego pamięci, zatytułowany Madcap's Last Laugh, na którym wystąpili m.in. wszyscy żyjący członkowie grupy. Roger Waters zagrał znany ze swego solowego repertuaru utwór Flickering Flame, natomiast David Gilmour, Rick Wright i Nick Mason wykonali dawną kompozycję swego byłego lidera, utwór Arnold Layne. Nazwa Pink Floyd nie została wymieniona podczas występu.
10 grudnia 2007, na 40-lecie wydania pierwszej płyty The Piper at the Gates of Dawn, ukazał się zestaw Oh, by the Way zawierający wszystkie studyjne albumy zespołu, w wersjach vinyl-replica.
26 sierpnia 2008, Nick Mason oraz Roger Waters, w imieniu całego zespołu, odebrali nagrodę Polar Music Prize, którą wręczył im król Szwecji Karol XVI Gustaw.
15 września 2008, po krótkiej walce z rakiem zmarł Richard Wright. Miał 65 lat.
10 lipca 2010 po raz pierwszy od koncertu Live 8, wspólnie na scenie wystąpili David Gilmour i Roger Waters. Obaj zagrali na charytatywnym koncercie, którego celem była zbiórka pieniędzy dla palestyńskich dzieci. Wykonali cztery utwory: To Know Him Is To Love Him, Wish You Were Here, Comfortably Numb oraz Another Brick in the Wall (Part 2). W skład zespołu weszli także Guy Pratt, Andy Newmark, Harry Waters i Chester Kamen.
20 maja 2014 roku zespół na swoim oficjalnym kanale na YouTube zamieścił nowy teledysk do utworu Marooned z płyty The Division Bell.
5 lipca 2014 żona Davida Gilmoura, Polly Samson, ujawniła za pośrednictwem serwisu Twitter, że trwają prace nad nowym albumem (prace te trwały w latach 2013–2014 w studiu Astoria i w Medina Studios). Jednocześnie podała tytuł płyty, jak i przybliżoną datę wydania. Oficjalna zapowiedź nastąpiła dwa dni później poprzez opublikowanie informacji na stronie zespołu. 9 października 2014 David Gilmour w rozmowie dla BBC zapowiedział, że zespół wraz z wydaniem płyty The Endless River zakończy działalność. 10 listopada 2014 roku zespół wydał swój finałowy album studyjny zatytułowany The Endless River i tym samym zakończył swoją działalność.
W marcu 2022, po inwazji Rosji na Ukrainę, gdy ukraiński muzyk Andrij Chływniuk nagrał w opustoszałym Kijowie wersję a cappella ukraińskiej pieśni patriotycznej "Tam na łące czerwona kalina (Czerwona kalina)", Gilmour (którego synowa jest Ukrainką) usłyszał to nagranie, co zainspirowało go do stworzenia opartego na tym motywie utworu. Muzycy zespołu Pink Floyd spotkali się w studio i nagrali, a następnie 7 kwietnia 2022 wydali singiel "Hey, Hey, Rise Up!" z wykorzystaniem nagranego wcześniej w Kijowie wokalu Chływniuka (za jego zgodą). Dochód ze sprzedaży singla zdecydowano przeznaczyć na pomoc ofiarom wojny rosyjsko-ukraińskiej.